# Bistum Ambatondrazaka
Das Bistum Ambatondrazaka (lat.: Dioecesis Ambatondrazakaënsis) ist eine in Madagaskar gelegene römisch-katholische Diözese mit Sitz in Ambatondrazaka.

## Geschichte
Das Bistum Ambatondrazaka wurde am 21. Mai 1959 durch Papst Johannes XXIII. mit der Apostolischen Konstitution Sublimis atque fecunda aus Gebietsabtretungen der Erzbistümer Diégo-Suarez und Tananarive errichtet und dem Erzbistum Tananarive als Suffraganbistum unterstellt. Am 13. Mai 2006 gab das Bistum Ambatondrazaka Teile seines Territoriums zur Gründung des Bistums Moramanga ab. Das Bistum Ambatondrazaka wurde am 26. Februar 2010 dem Erzbistum Toamasina als Suffraganbistum unterstellt.

## Bischöfe von Ambatondrazaka
- Francesco Vòllaro OSsT, 1959–1993
- Antoine Scopelliti OSsT, 1993–2015
- Jean de Dieu Raoelison, 2015–2023, dann Erzbischof von Antananarivo
- Orthasie Marcellin Herivonjilalaina, seit 2024